# La Terrasse
 La Terrasse  es una población y comuna francesa, en la región de Ródano-Alpes, departamento de Isère, en el distrito de Grenoble y cantón de Le Touvet.

## Demografía
| 863 | 762 | 835 | 1012 | 1291 | 1913 |
| Para los censos de 1962 a 1999 la población legal corresponde a la población sin duplicidades (Fuente: INSEE [Consultar]) |     |     |      |      |      |